# Eupithecia szeleneyii
Eupithecia szeleneyii là một loài bướm đêm trong họ Geometridae.